# Halmatettix furcatus
Halmatettix furcatus är en insektsart som beskrevs av Grant Jr., H.J. 1955. Halmatettix furcatus ingår i släktet Halmatettix och familjen torngräshoppor. Inga underarter finns listade i Catalogue of Life.